# Bedik
I Bedik, o Bedick, sono un gruppo etnico minoritario dell'Africa. Vivono in villaggi nella zona più isolata del Senegal orientale, nell'arrondissement di Bandafassi. Iwol è uno dei loro insediamenti.
I Bedik parlano la lingua menik e la loro religione è un sincretismo tra le loro radici animiste e una più recente influenza cristiana. Più legati alla Guinea Conakry o al Mali che al Senegal, i Bedik hanno contatti con altri gruppi etnici come Bassari e Serer. I loro antenati erano le famiglie Keita e Camera venute dal Mali a causa della Guerra condotta da Alpha Yaye proveniente da Futa Jalon.

## Galleria d'immagini

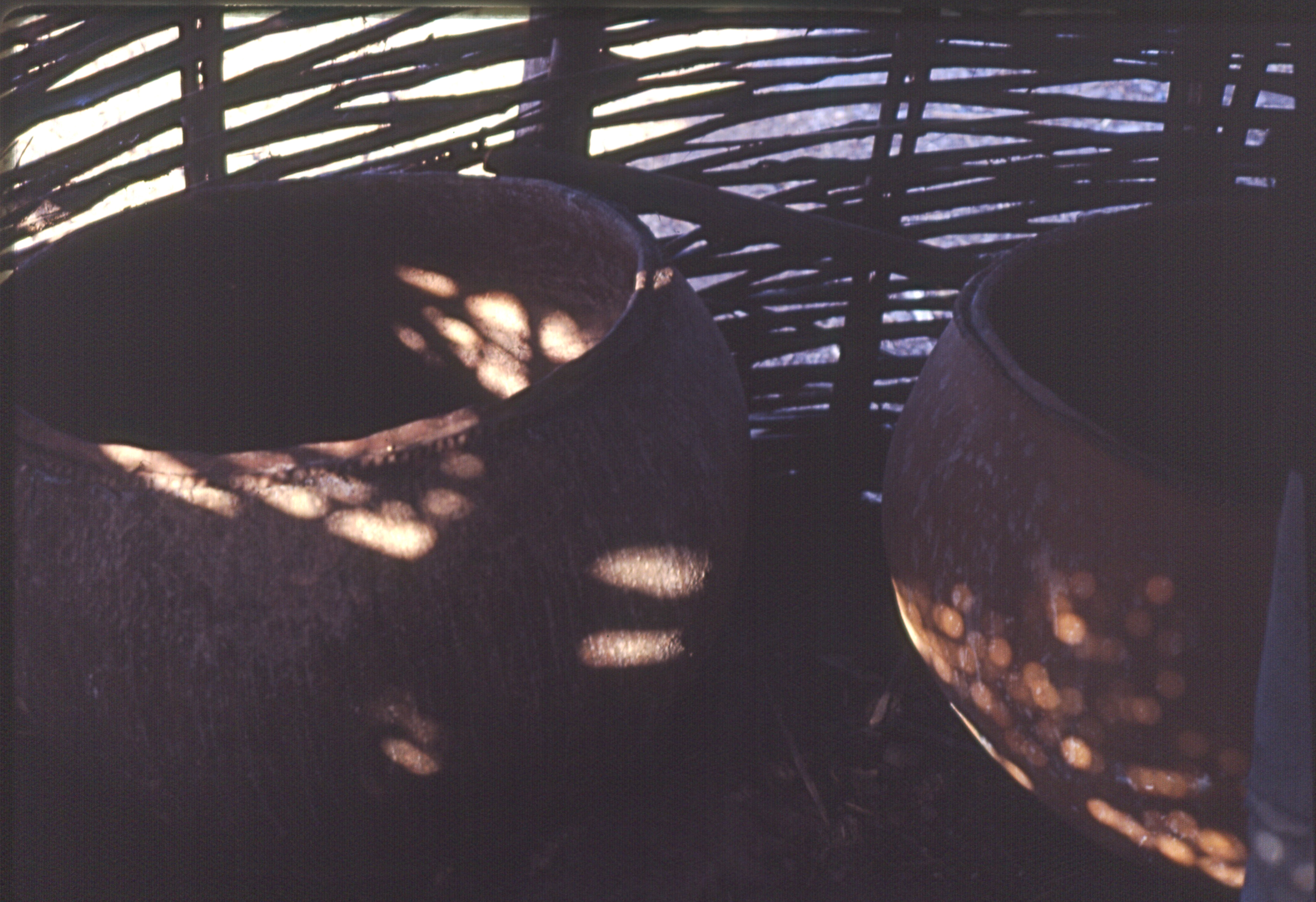
Vasi in ceramica Bedik in deposito.
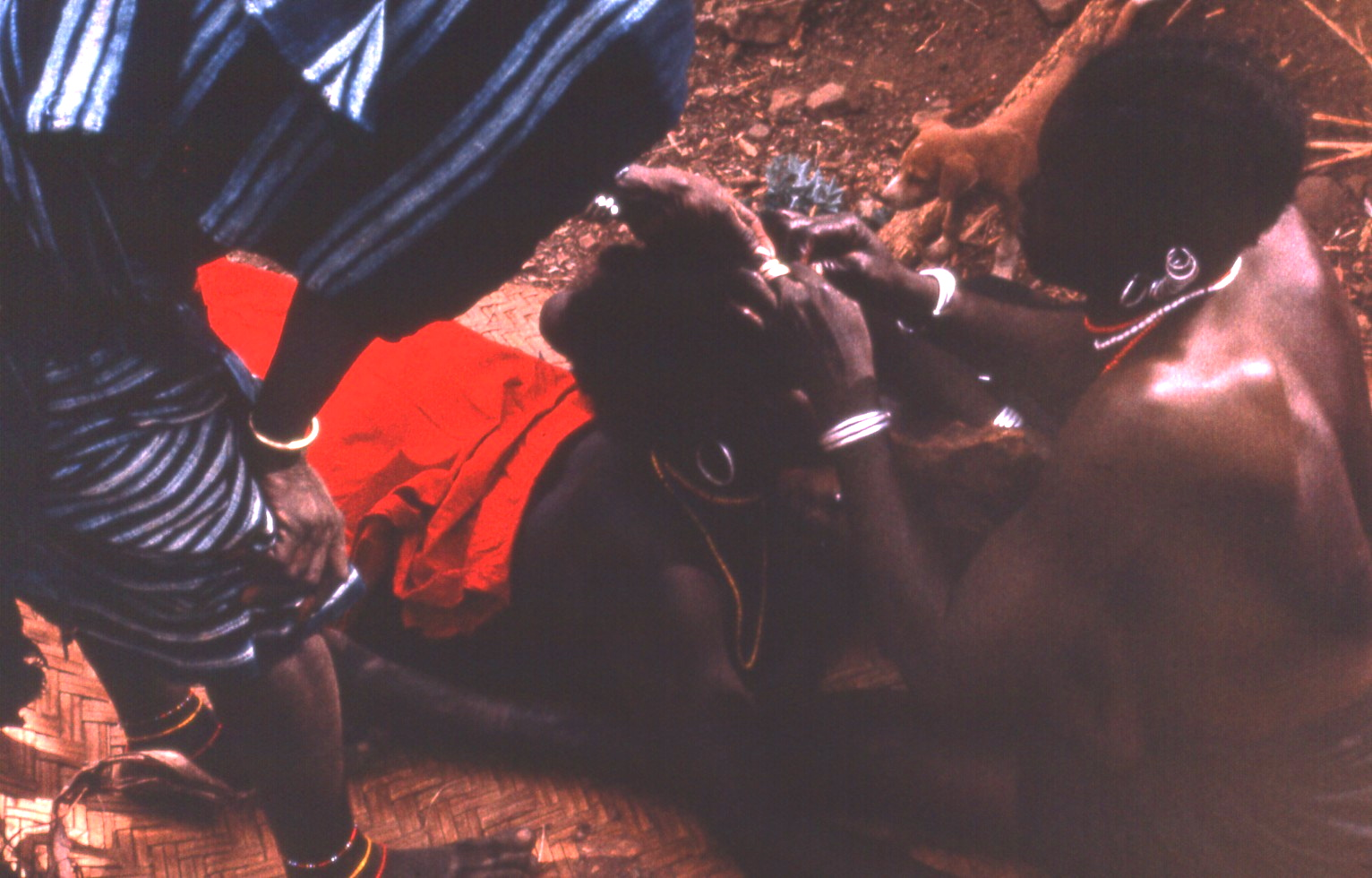
Acconciatura Bedik a Iwol.
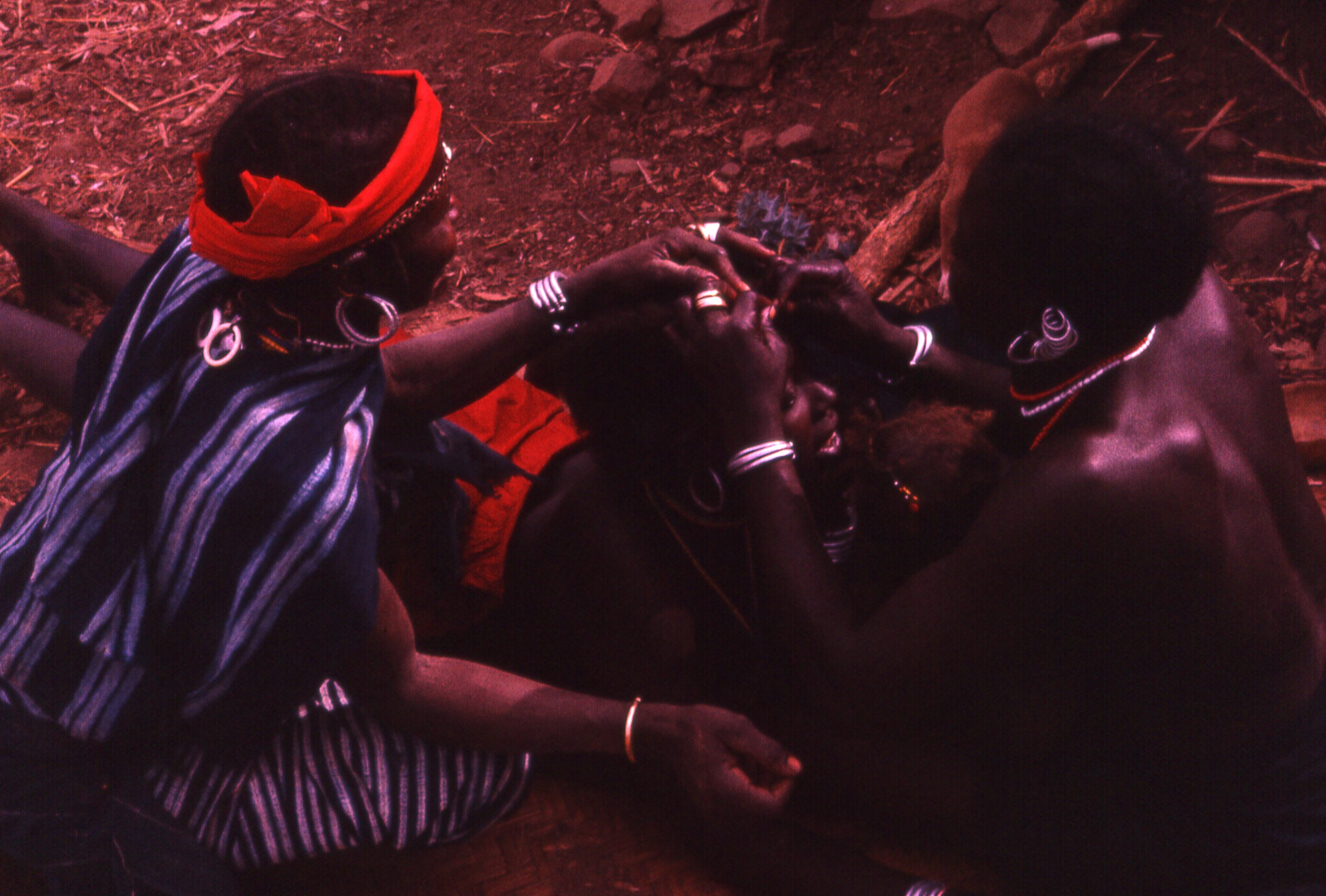
Acconciatura Bedik a Iwol.
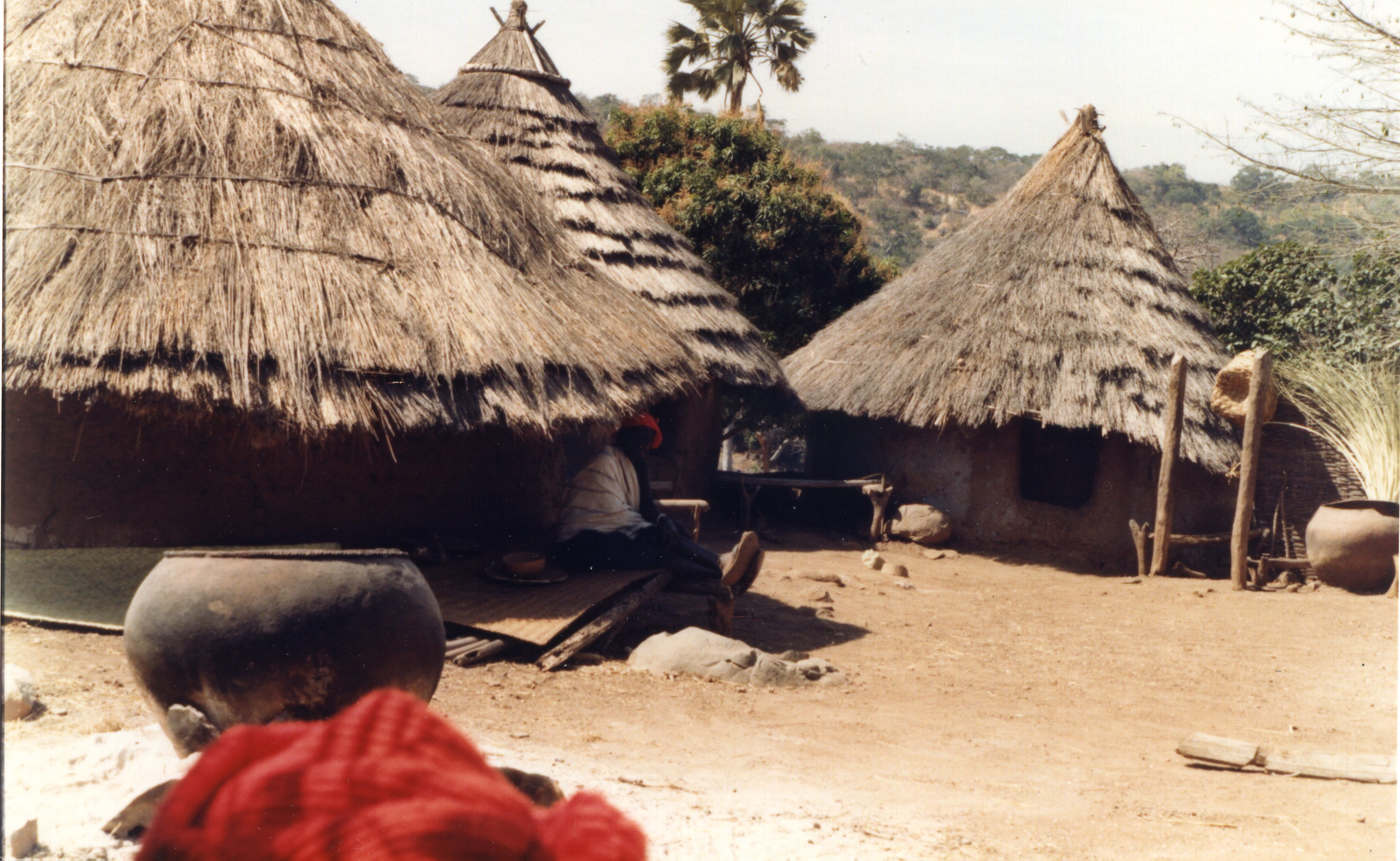
Case Bedik a Iwol.
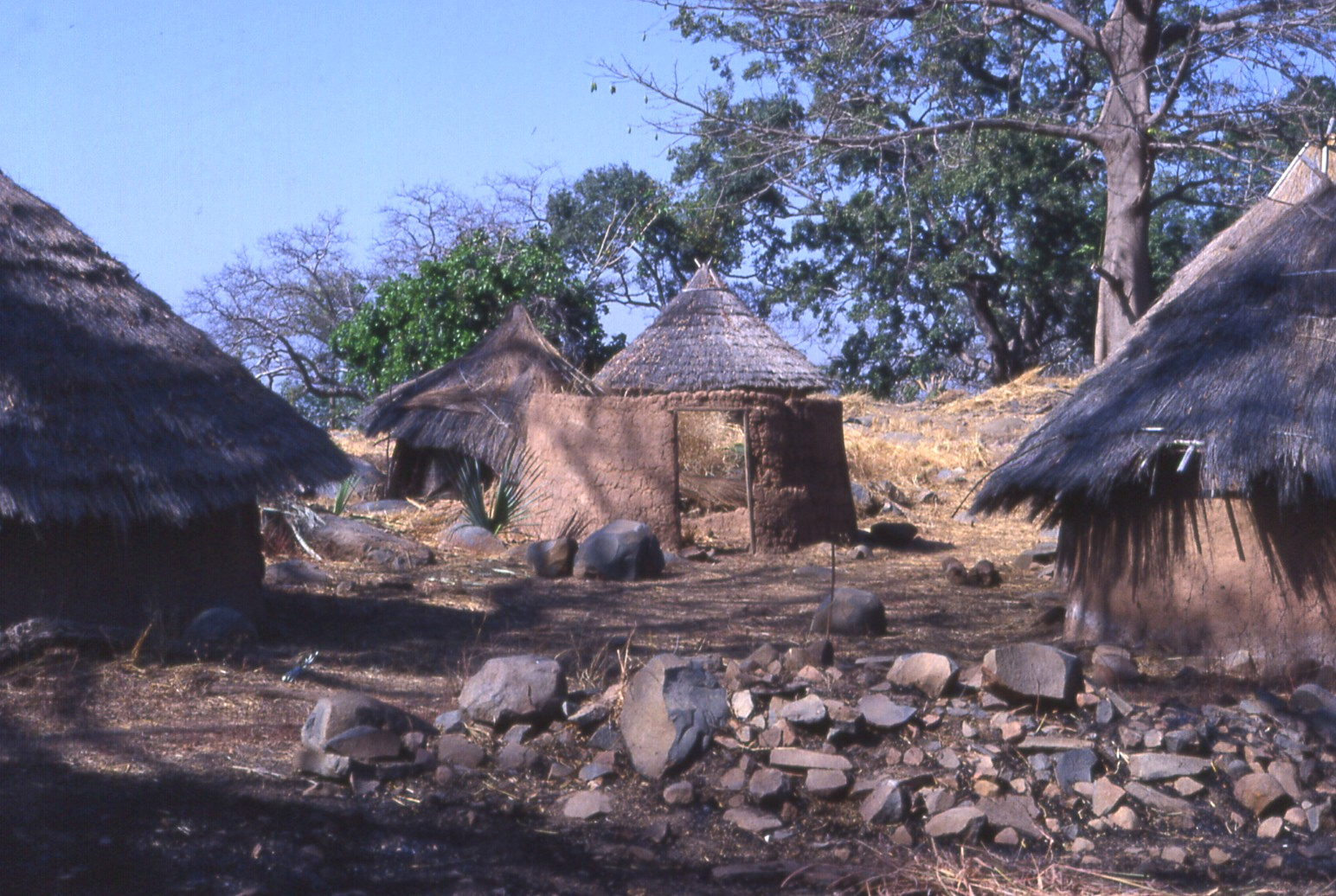
Immagine di Iwol.
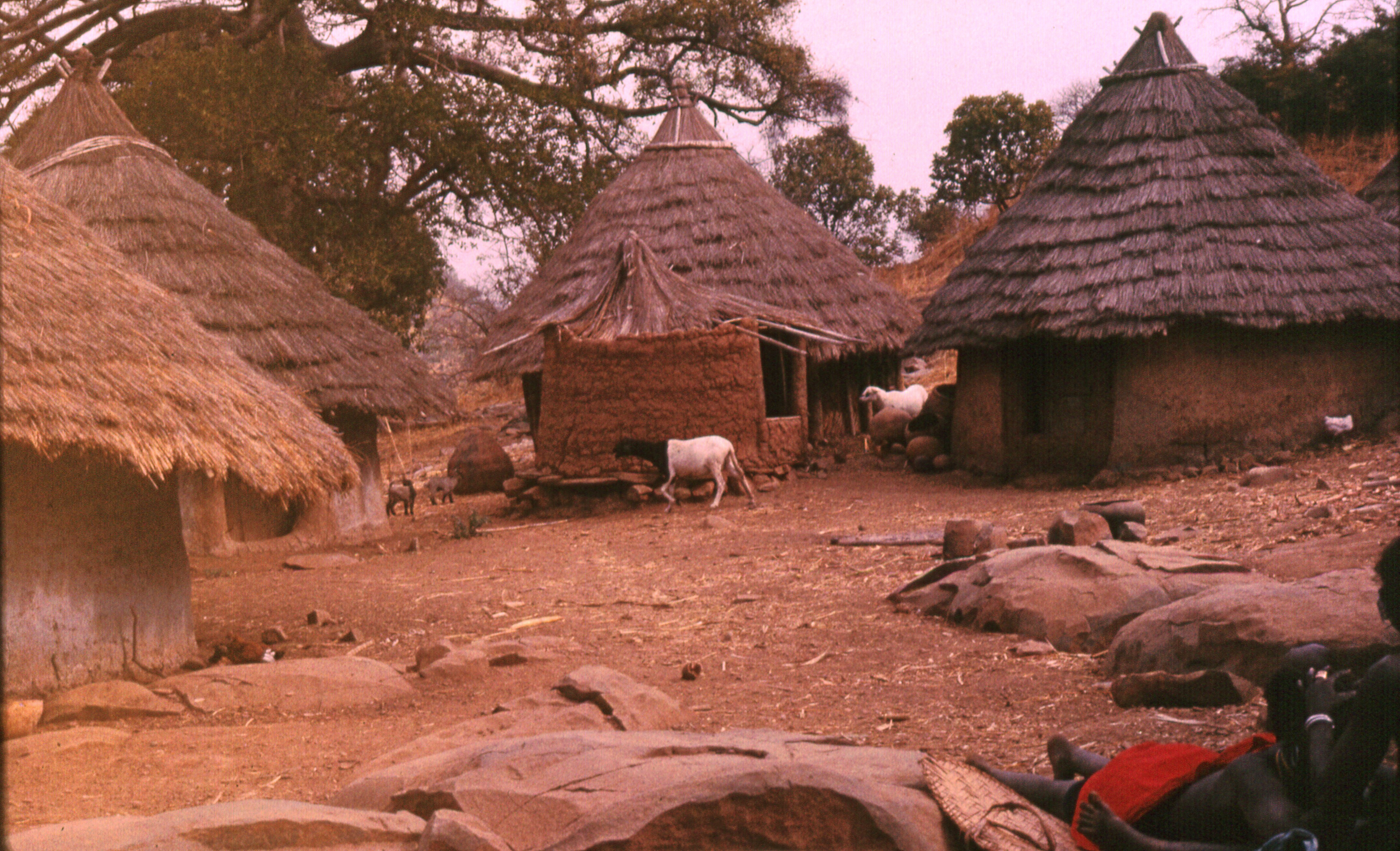
Un villaggio dei Bedik.
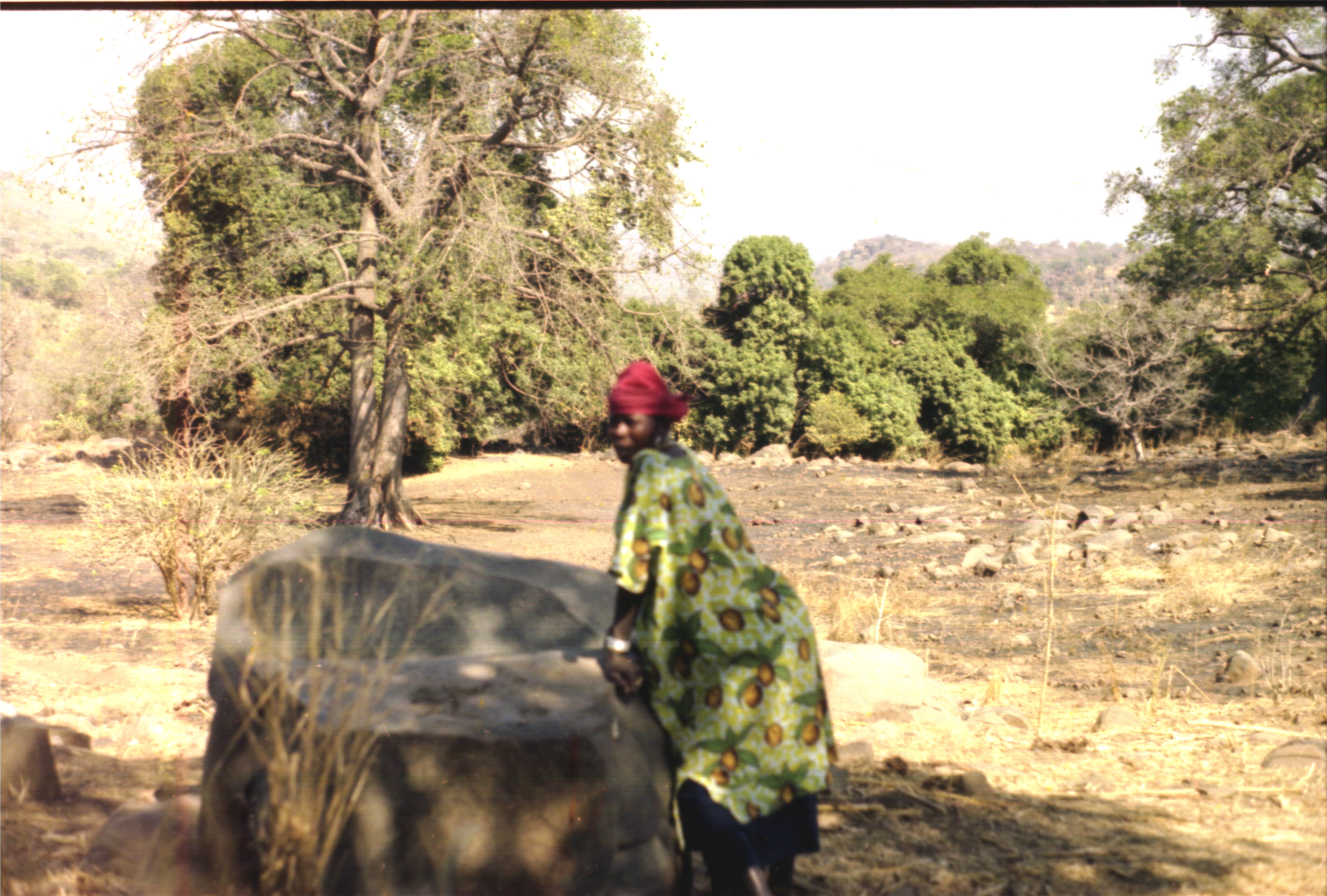
Donna Bedik, Iwol.
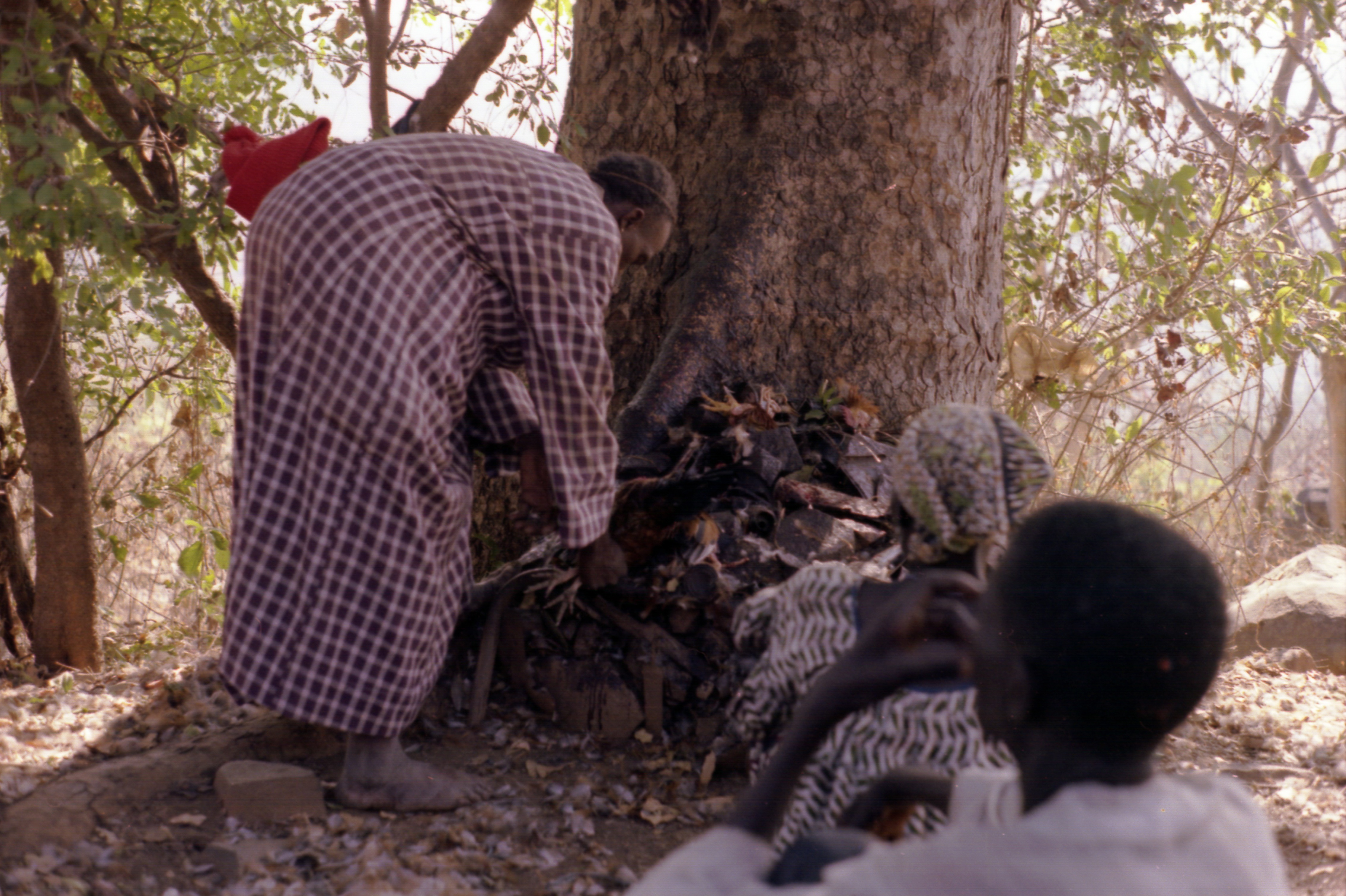
L'indovino Bedik sacrifica un pollo.
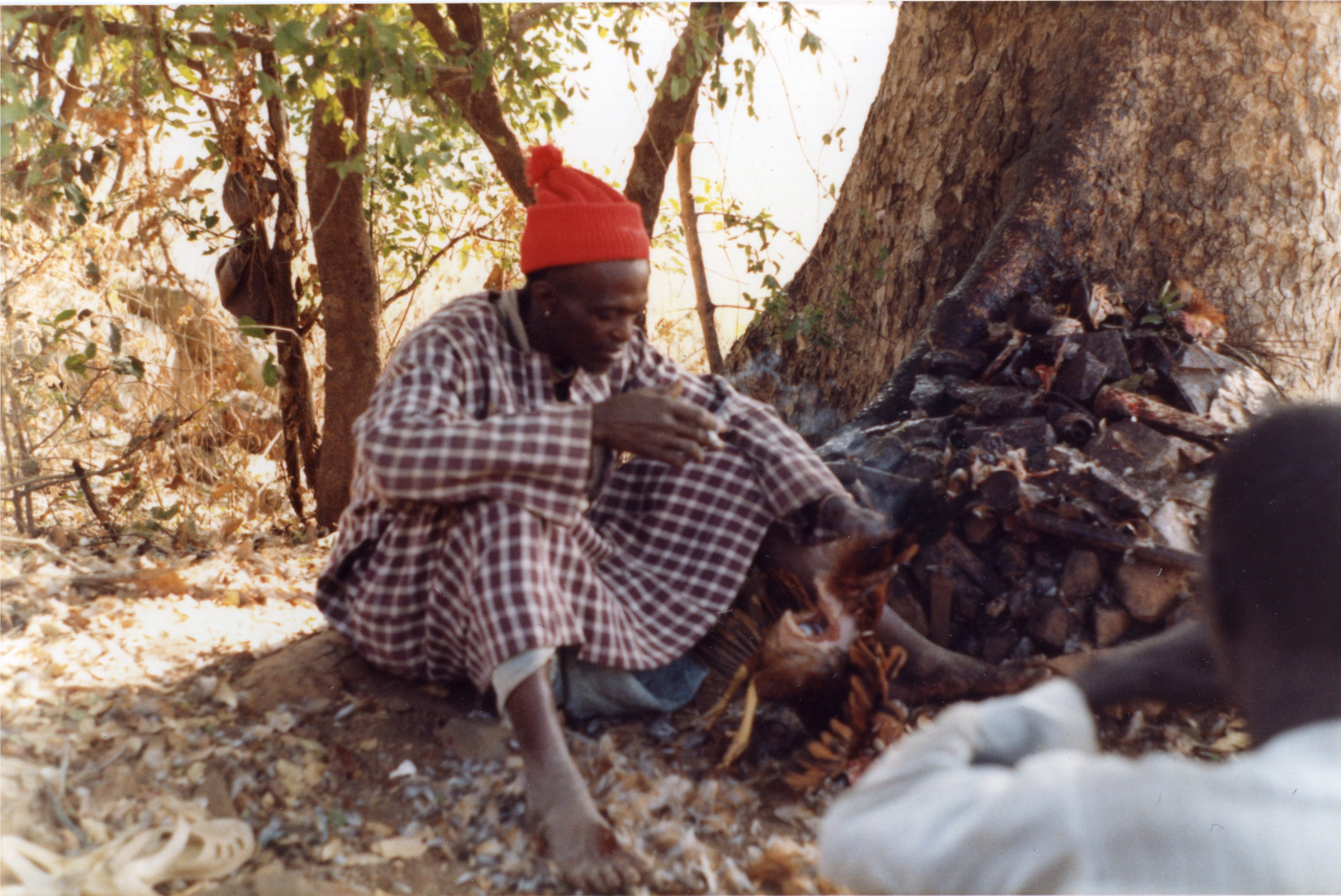
L'indovino Bedik che prevede i risultati esaminando gli organi di un pollo sacrificato.
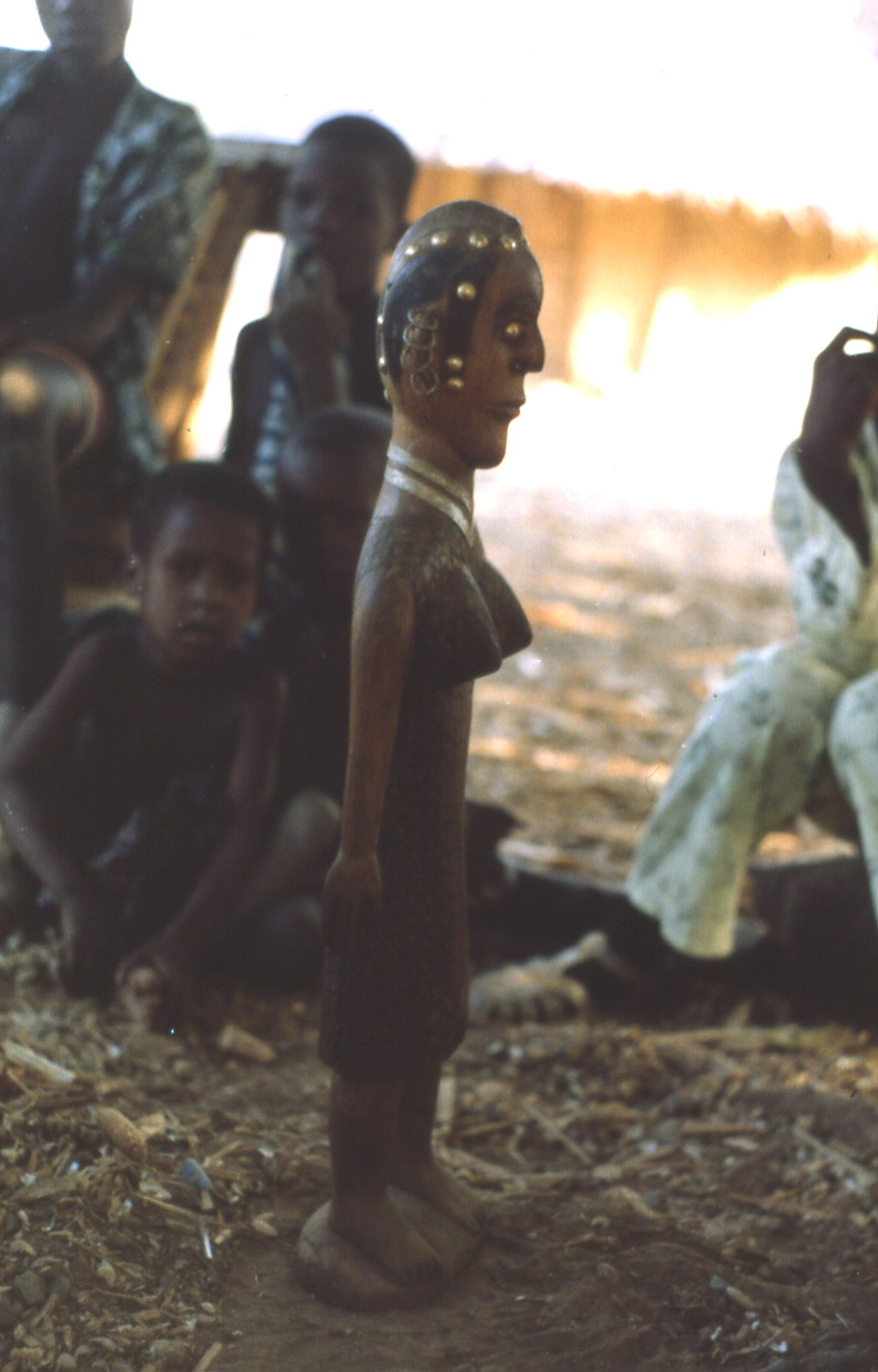
Statua di Bedik dal villaggio di Ibel.
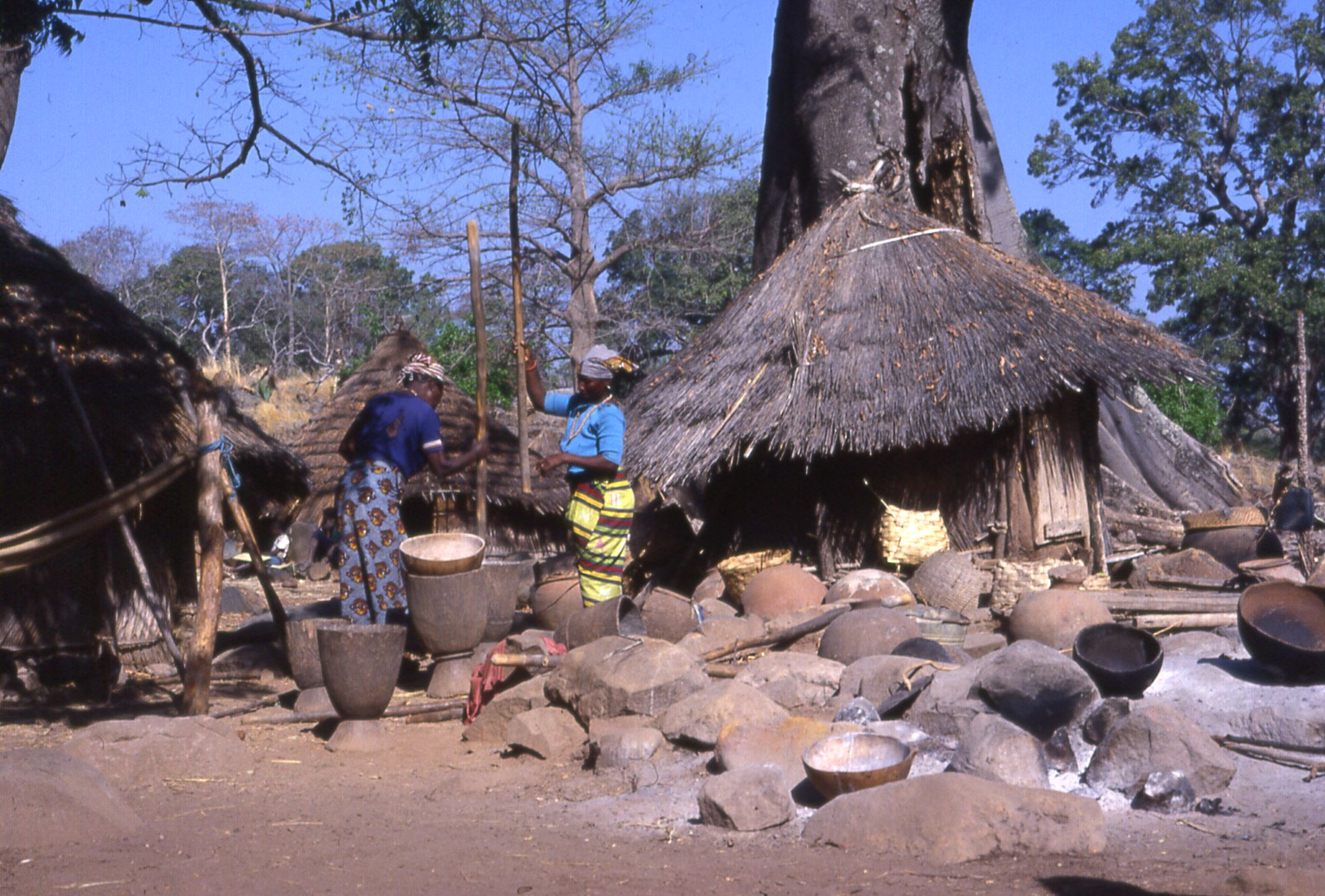
Un villaggio Bedik.
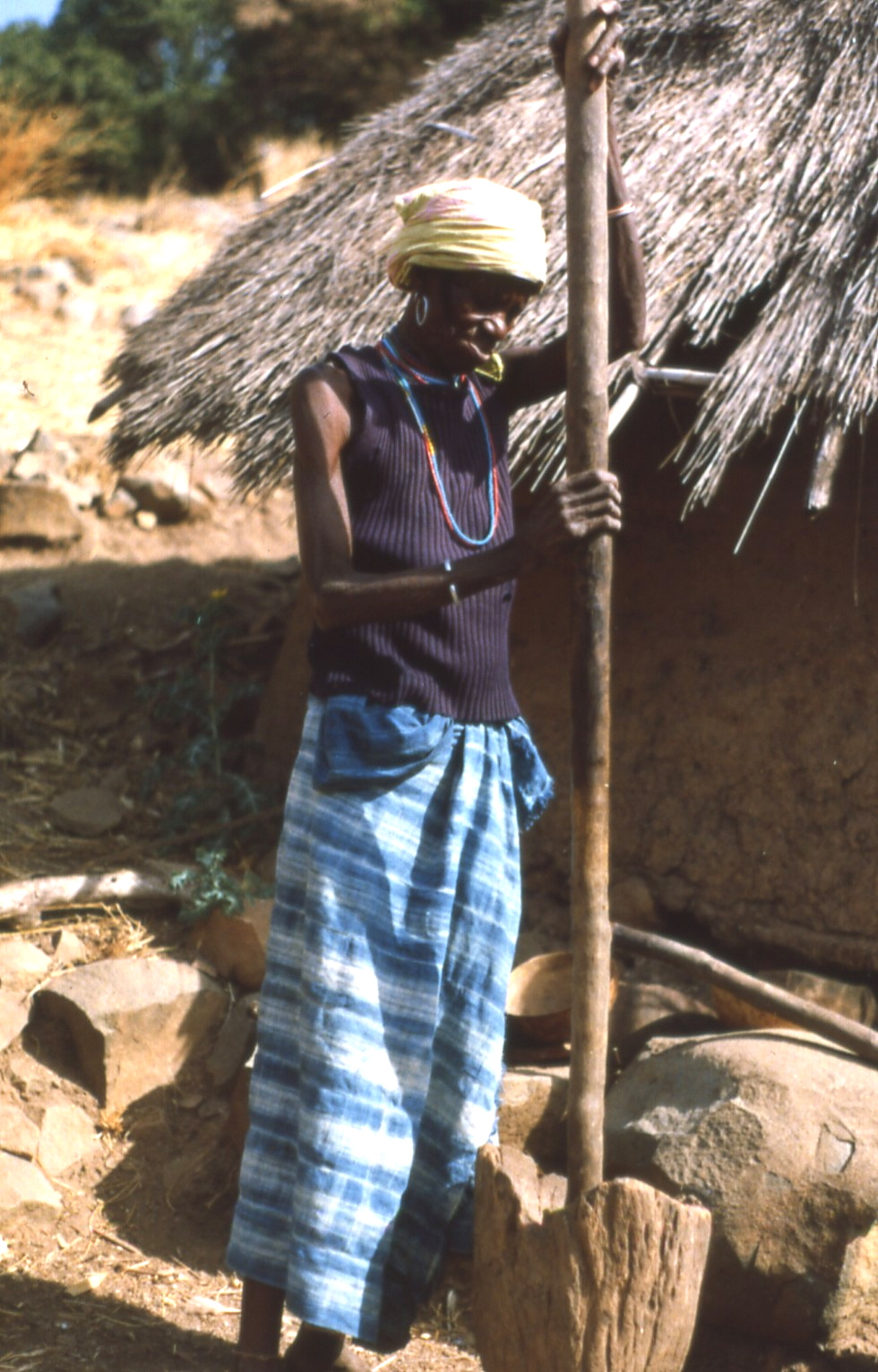
Donna Bedik a Iwol.
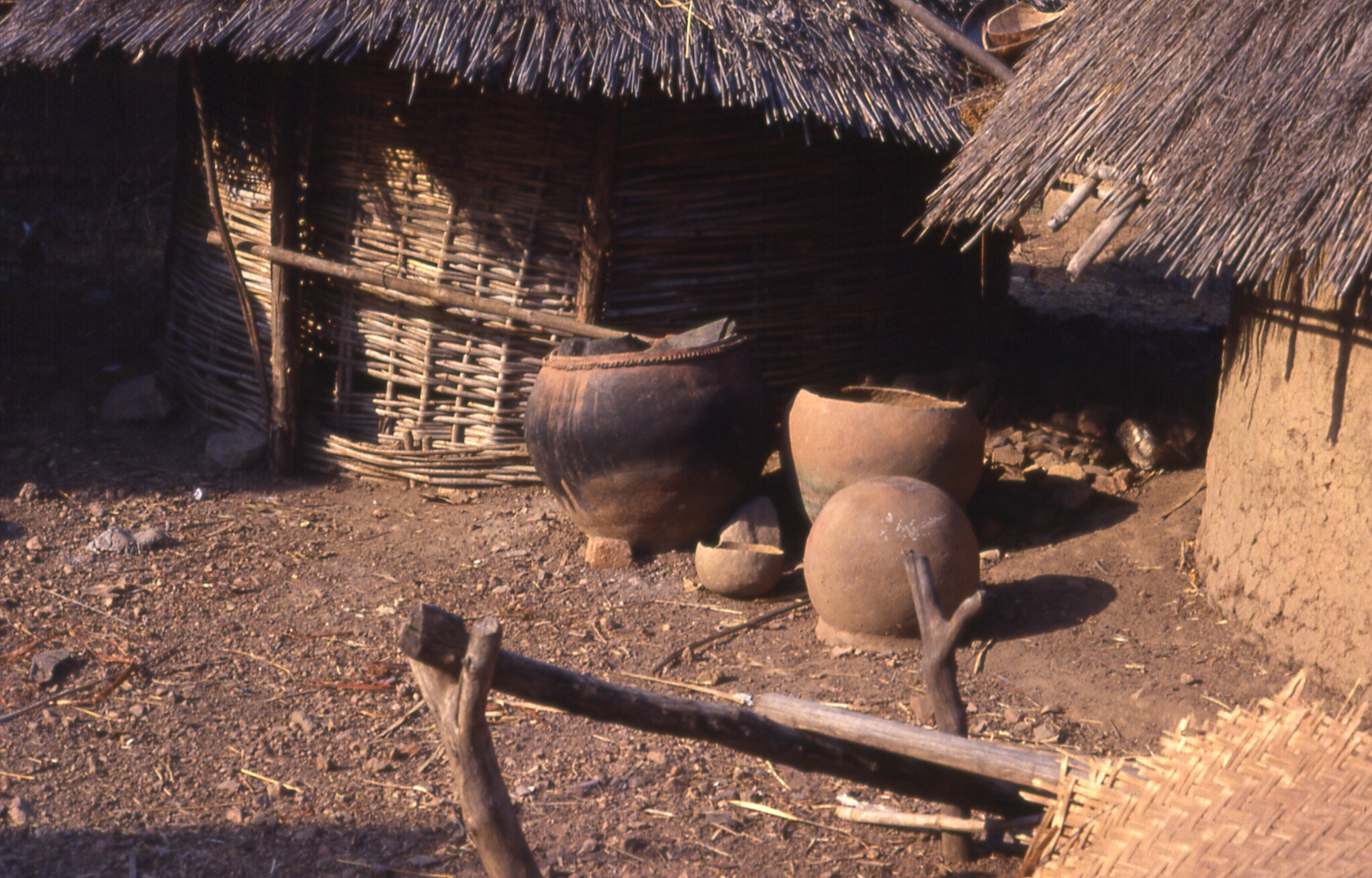
Grande vaso di terracotta per la preparazione di bevande alcoliche a Iwol.
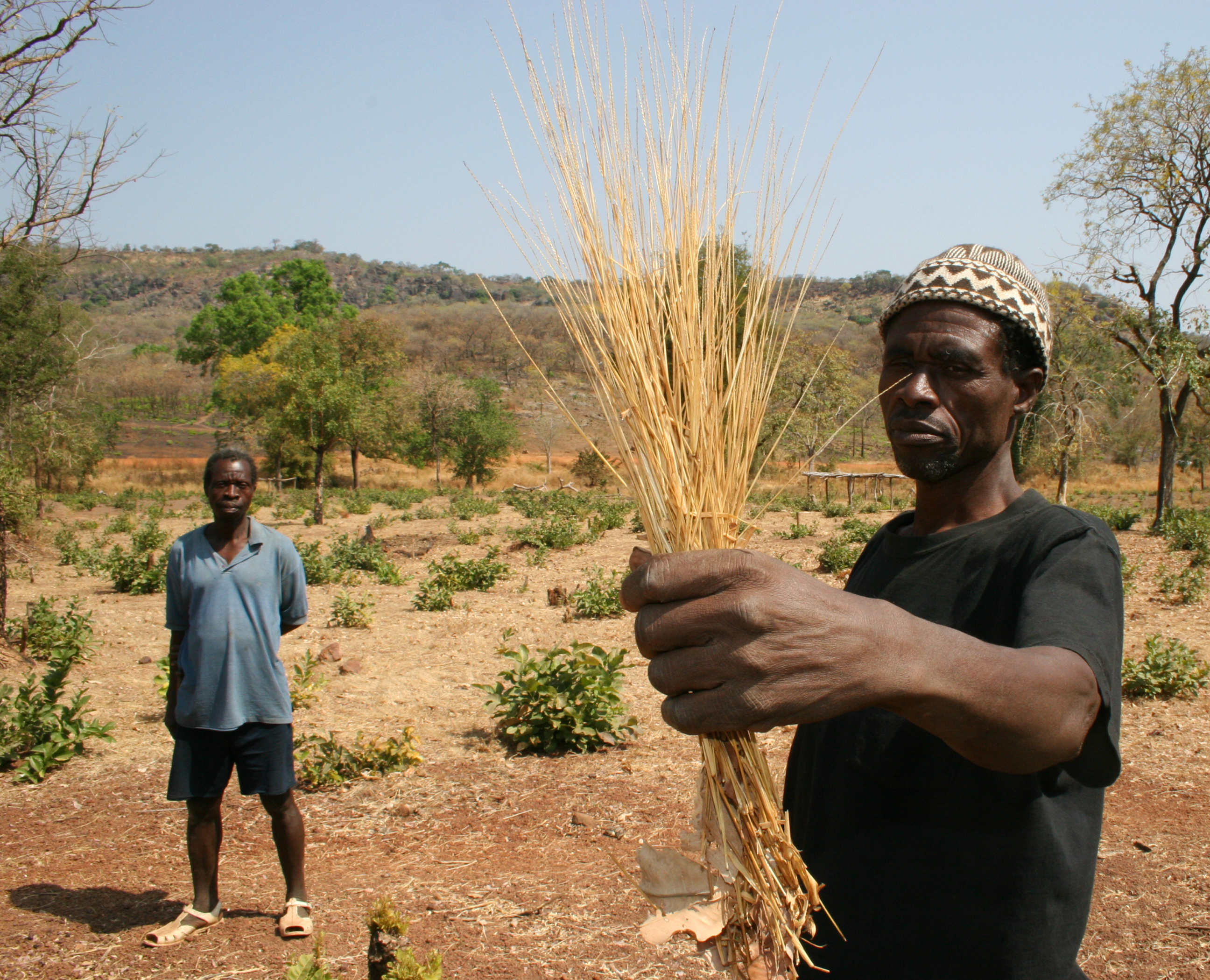
"Il capo del villaggio di Boula Téné, Theodore Mada Keita, tiene in mano il grano fonio Digitaria exilis che aiuta a sfamare la sua famiglia nel sud del Senegal. Boula Tene è un villaggio Bedik di 200 persone nel sud-est del Senegal, nella regione di Tambacounda.
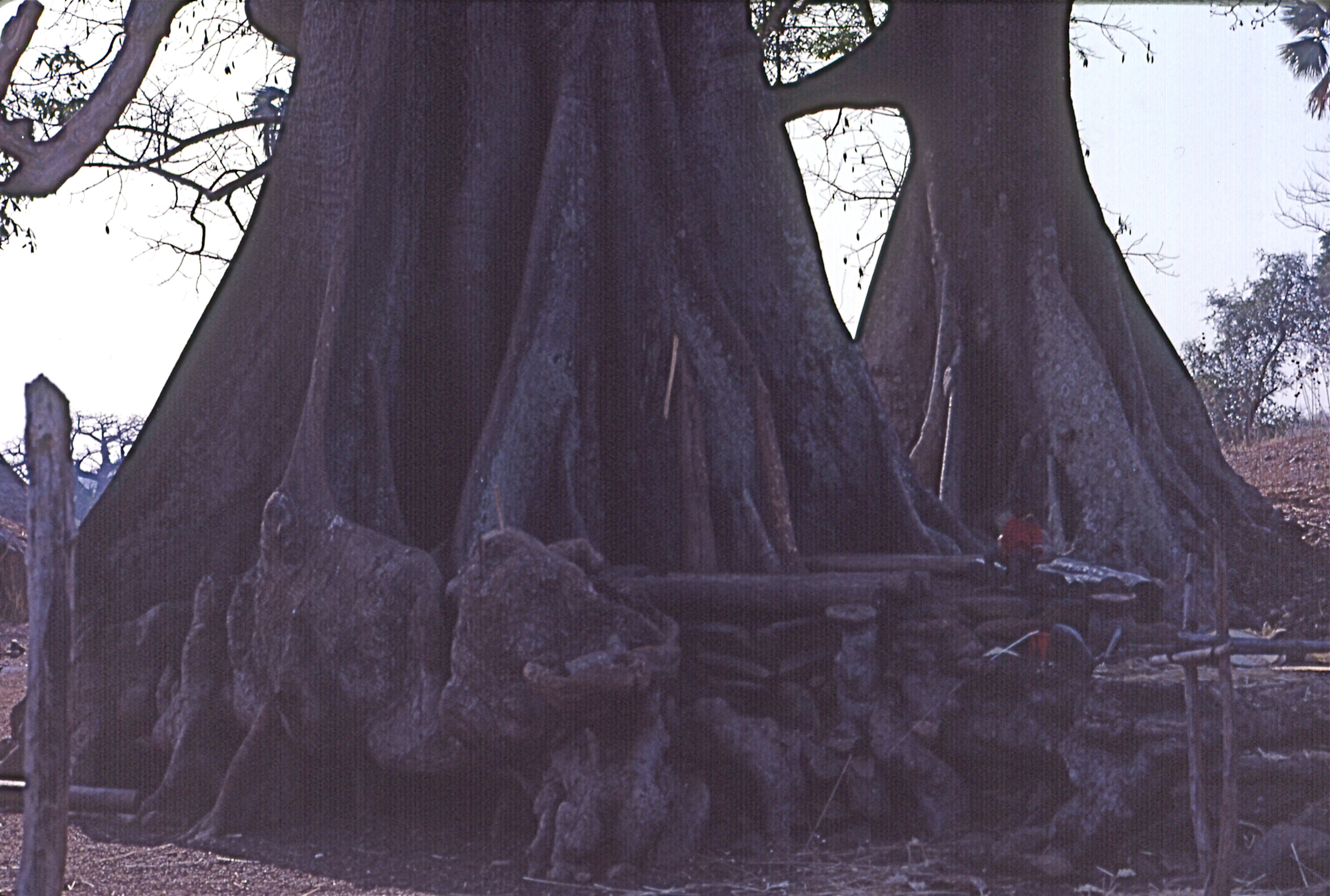
Alberi ai margini di un villaggio Bedik.